# HMCS Micmac
Lo HMCS Micmac (pennant number R10, poi DDE214) fu un cacciatorpediniere della Royal Canadian Navy appartenente alla classe Tribal, entrato in servizio nel settembre 1945.
Impostato in piena seconda guerra mondiale, il cacciatorpediniere entrò in servizio troppo tardi per prendere parte al conflitto e venne destinato a operare come unità d'addestramento nelle acque dell'oceano Atlantico a partire dalla base di Halifax. Il 16 luglio 1947 il Micmac subì gravi danni e varie vittime a bordo a causa di una collisione in mare aperto con un mercantile: i danni riportati sconsigliarono un impiego dell'unità nelle successive operazioni belliche della guerra di Corea, e il Micmac fu il solo degli otto Tribal canadesi a non sparare mai un colpo in combattimento. Dopo un lungo impiego come unità d'addestramento e rappresentanza, il Micmac fu radiato dai ranghi nel marzo 1964 e quindi avviato alla demolizione un anno più tardi.

## Storia
Ordinata ai cantieri della Halifax Shipyard di Halifax il 4 gennaio 1941, la nave venne impostata il 20 maggio 1942 e quindi varata il 18 settembre 1943 con il nome di HMCS Micmac in onore dell'omonimo popolo di nativi canadesi; fu il primo cacciatorpediniere a essere varato in un cantiere navale canadese. L'unità entrò ufficialmente in servizio il 12 settembre 1945, facendo base ad Halifax sulla costa orientale del Canada e venendo impiegata in varie manovre di addestramento.
La mattina del 16 luglio 1947 il Micmac lasciò Halifax per eseguire delle prove di manovra ad alta velocità in mare aperto al largo del faro di Sambro Island Light, iniziando il rientro in porto verso mezzogiorno; avvicinandosi alla costa alla velocità di 25 nodi la nave incappò in un improvviso e solido banco di nebbia, iniziando subito a ridurre la velocità e a cambiare rotta virando a dritta. Mentre la manovra era ancora in corso, alle 12:51 il Micmac si ritrovò sulla rotta del mercantile SS Yarmouth County, e la collisione fu inevitabile: la prua del mercantile colpì la prua del Micmac sulla sinistra appena a poppavia dell'ancora, e con il cacciatorpediniere impegnato in una virata tutta a dritta lo scafo, inclinato verso l'esterno, subì danni estesi sopra e sotto la linea di galleggiamento nonostante il contatto fosse durato solo pochi secondi. Con gran parte dell'equipaggio riunito per il pranzo sul ponte di coperta, preso in pieno dall'impatto, le perdite umane furono notevoli, uno dei peggiori disastri subiti dalla Royal Canadian Navy in tempo di pace: dieci membri dell'equipaggio e un operaio civile dei cantieri navali rimasero uccisi (cinque corpi vennero recuperati e altri sei si persero in mare), mentre altri 15 o 27 uomini rimasero feriti. La Yarmouth County subì solo danni superficiali e, benché molti del suo equipaggio fossero stati sbalzati a terra dall'impatto, non riportò vittime a bordo. Il cacciatorpediniere HMCS Haida e un rimorchiatore uscirono subito da Halifax per assistere le navi incidentate, ma tanto il Micmac quanto la Yarmouth County rientrarono in porto a lento moto con i loro mezzi.
Nonostante alcuni dubbi iniziali sull'opportunità di procedere con le riparazioni, il Micmac fu messo in cantiere ad Halifax per i lavori di ripristino, rientrando in servizio all'inizio del 1950. Il 23 agosto il Micmac salpò da Halifax come parte di uno squadrone comprendete la portaerei HMCS Magnificent e il cacciatorpediniere HMCS Huron, impegnato nei successivi tre mesi in varie manovre di addestramento nelle acque dell'Europa settentrionale nel corso delle quali furono compiute visite in svariati porti come Derry, Rosyth, Oslo, Göteborg, Copenaghen, Amsterdam, Rotterdam, Anversa, Portsmouth e Cherbourg, prima di rientrare in Canada il 27 novembre passando per Lisbona, Gibilterra e Bermuda.
I danni alla chiglia riportati nella collisione del 1947 sconsigliarono un impiego del Micmac nelle concomitanti operazioni belliche della guerra di Corea, e il 30 novembre 1951 la nave fu ritirata dal servizio e messa in cantiere ad Halifax per essere riequipaggiata come cacciatorpediniere di scorta; l'unità tornò in servizio il 14 agosto 1953. Per i successivi dieci anni il Micmac fu intensamente impegnato come nave scuola delle acque dell'Atlantico, svolgendo numerose manovre di addestramento con le marine militari della NATO, fino alla sua radiazione dal servizio avvenuta il 31 marzo 1964 ad Halifax; lo scafo, venduto per la demolizione, fu infine smantellato a Faslane in Scozia nel corso del 1965.